# Estación Iyosaijō

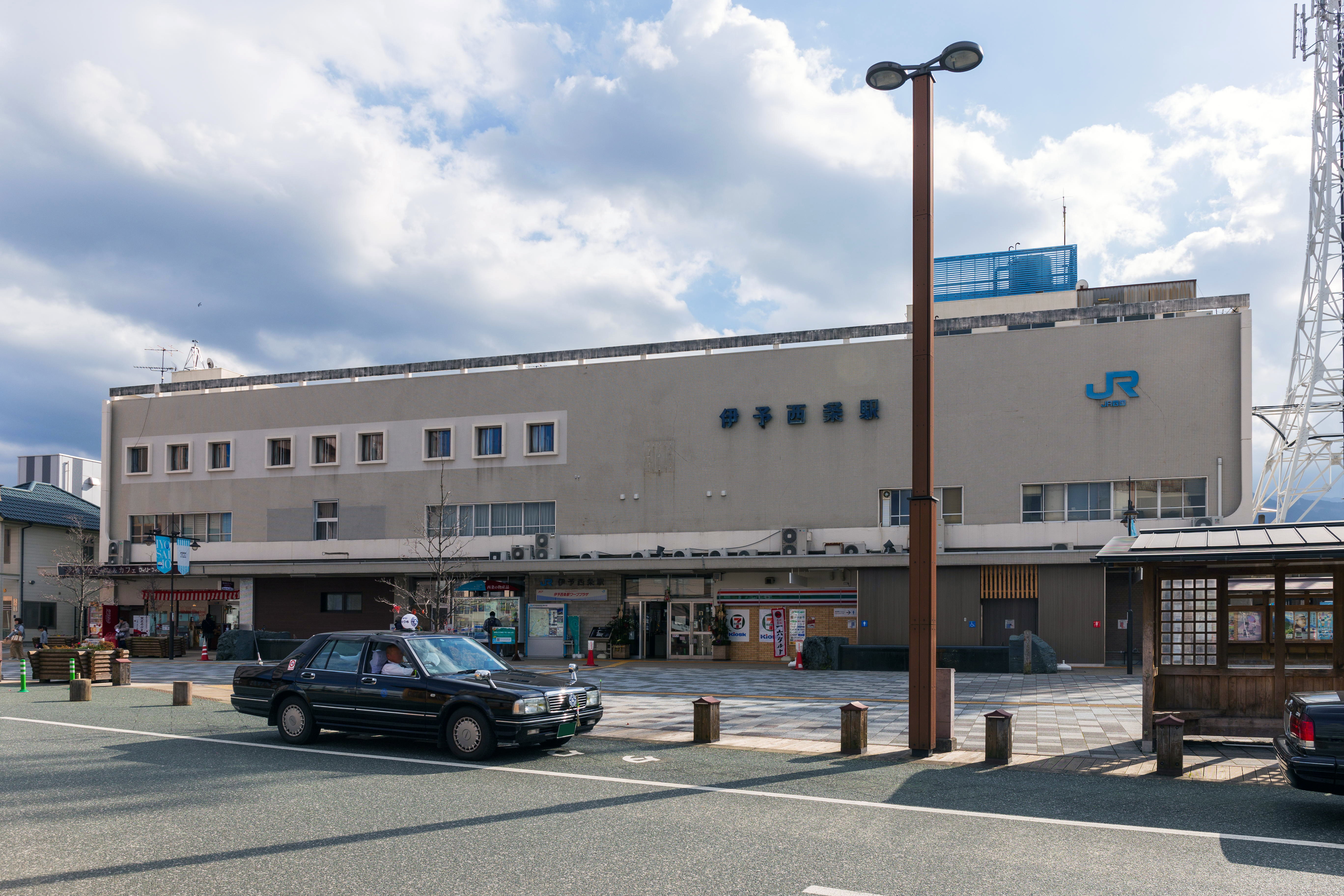
Estación Iyosaijō

La estación Iyosaijō (伊予西条駅 Iyosaijō-eki?) es una estación de la línea Yosan de la Japan Railways que se encuentra en la ciudad de Saijō de la prefectura de Ehime. El código de estación es el "Y31".

## Características
Es la estación cabecera para ciertos servicios rápidos. 
También es la estación en la que se realizan la mayor parte de las maniobras de acople y desacople de los servicios comunes.

## Estación de pasajeros
Cuenta con dos plataformas, una plataforma con vías de un solo lado (andén 1) y otra plataforma con vías a ambos lados (andenes 2 y 3). 
El edificio de la estación y el área de control de boletos se encuentran del lado norte. Es una estación que cuenta con personal.
La estación posee un local de ventas de pasajes de la Japan Railways hacia cualquier estación de Japón. Además hay varios locales comerciales, entre los que se destacan la panadería Willie Winkie, la agencia de alquiler de autos, y la agencia de viajes de la Japan Railways.

### Andenes
| 1 | ● Línea Yosan |                                                                  | Hacia Niihama, Iyomishima, Kawanoe, Kanonji, Takamatsu y Okayama (incluye todos los servicios rápidos) |
| 2 | ● Línea Yosan |                                                                  | Hacia Imabari, Hōjō, Matsuyama, Yawatahama y Uwajima (incluye todos los servicios rápidos)             |
| 3 | ● Línea Yosan |                                                                  | Hacia Niihama, Iyomishima, Kawanoe y Kanonji (sólo algunos servicios comunes)                          |
| 3 | ● Línea Yosan | Hacia Imabari, Hōjō y Matsuyama (sólo algunos servicios comunes) | |

## Alrededores de la estación
- Ayuntamiento de la ciudad de Saijō
- Centro cultural de la ciudad de Saijō
- Centro cultural de los Ferrocarriles de Pasajeros de Shikoku

## Historia
- 1921: el 21 de junio se inaugura la estación Iyosaijō, en simultáneo con la inauguración del tramo entre esta estación y la estación Iyodoi.
- 1987: el 1° de abril pasa a ser una estación de las divisiones Ferrocarriles de Pasajeros de Shikoku y Ferrocarriles de Carga de la Japan Railways.

## Estación anterior y posterior
- Línea Yosan 
  - Estación Nakahagi (Y30)  <<  Estación Iyosaijō (Y31)  >>  Estación Ishizuchiyama (Y32)